# Ludivine d'Isidoro
Ludivine d'Isidoro, née le 5 février 1987, est une joueuse de pétanque française. 

## Biographie
Elle est droitière et se positionne en tireuse. 

## Clubs
- 1992 - ? : Société bouliste Giromagny (Territoire de Belfort)
- ? - 2004 : Pétanque Offemontoise (Territoire de Belfort)
- 2005 - 2007 : Valdoie pétanque (Territoire de Belfort)
- 2008 - 2015 : JC Cournon d'Auvergne (Puy-de-Dôme)
- 2016 - 2017 : Canuts de Lyon (Rhône)
- 2018 - ?  : Pétanque Arlancoise (Puy-de-Dôme)
- ? - en cours : Canuts de Lyon (Rhône)

## Palmarès[1],[2]

### Jeunes

#### Championnats d'Europe
Championne d'Europe
- Triplette espoir 2008 (avec Emilie Fernandez, Nadège Baussian, Nelly Peyré et Margueritte Brançion) :  Équipe de France

Finaliste
- Triplette espoir 2009 (avec Anna Maillard, Nadège Baussian et Kelly Fuchès) :  Équipe de France

### Séniors

#### Championnats du Monde
Finaliste
- Triplette 2013 (avec Marie-Christine Virebayre, Anna Maillard et Angélique Colombet) :  Équipe de France 2

Troisième
- Triplette 2011 (avec Marie-Christine Virebayre, Anna Maillard et Angélique Colombet) :  Équipe de France

#### Jeux mondiaux
Vainqueur
- Doublette 2013 (avec Marie-Christine Virebayre) :  Équipe de France

#### Coupe des Confédérations
Vainqueur
- Triplette 2010 (avec Anna Maillard, Angélique Colombet et Marie-Christine Virebayre) :  Équipe de France
- Triplette 2014 (avec Sandrine Herlem, Anaïs Lapoutge et Audrey Bandiera) :  Équipe de France

Finaliste
- Triplette 2013 (avec Marie-Angèle Germain, Angélique Colombet et Marie-Christine Virebayre) :  Équipe de France

#### Championnats d'Europe
Championne d'Europe
- Triplette 2010 (avec Anna Maillard, Marie-Christine Virebayre et Angélique Colombet) :  Équipe de France
- Triplette 2016 (avec Anna Maillard, Angélique Colombet et Cindy Peyrot) :  Équipe de France

#### Jeux méditerranéens
Finaliste
- Doublette 2018 (avec Angélique Colombet) :  Équipe de France

#### Championnats de France
Championne de France
- Doublette 2009 (avec Marie-Christine Virebayre) : JC Cournon d'Auvergne
- Doublette 2010 (avec Marie-Christine Virebayre) : JC Cournon d'Auvergne
- Doublette 2011 (avec Marie-Christine Virebayre) : JC Cournon d'Auvergne
- Triplette 2014 (avec Audrey Bandiera et Sylviane Ramos) : JC Cournon d'Auvergne
- Triplette 2021 (avec Charlotte Darodes et Mouna Beji) : Canuts de Lyon[3]
- Triplette 2022 (avec Charlotte Darodes et Mouna Beji) : Canuts de Lyon
- Triplette 2025 (avec Nadège Baussian-Protat et Mouna Béji) : Rhône

Finaliste
- Doublette 2008 (avec Marie-Christine Virebayre) : JC Cournon d'Auvergne

#### Mondial La Marseillaise
Vainqueur
- 2010 (avec Fabienne Berdoyes et Agnès Lesaine)
- 2015 (avec Angélique Colombet et Audrey Bandiera)

#### Millau

##### Mondial à pétanque de Millau (2003-2015)
Vainqueur
- Doublette 2009 (avec Nadège Baussian)
- Doublette 2010 (avec Marie-Christine Virebayre)
- Triplette 2011 (avec Marie-Christine Virebayre et Angélique Colombet)
- Triplette 2013 (avec Marie-Christine Virebayre et Angélique Colombet)
- Doublette 2013 (avec Marie-Christine Virebayre)

Finaliste
- Triplette 2008 (avec Ranya Kouadri et Nadège Baussian)

#### Passion Pétanque Française (PPF)
Vainqueur
- Triplette 2022 (avec Mouna Beji et Charlotte Darodes)[4]

#### EuroPétanque de Nice
Vainqueur
- Triplette 2012 (avec Marie-Christine Virebayre et Angélique Colombet)
- Triplette 2014 (avec Marie-Christine Virebayre et Angélique Colombet)